# Ángel García Cardona
Ángel García Cardona (Valencia, 8 de enero de 1856-Valencia, 26 de septiembre de 1923) fue un cineasta español. Está considerado como uno de los pioneros del cine.

## Biografía
Nacido en el  n.º 3 de la plaza Conde de Casal, de la capital del Turia, era hijo de Miguel García Gómez y de Ángela Cardona Martí. Fue bautizado en la parroquia de los Santos Juanes, debido a que el domicilio familiar estaba situado en lo que hoy en día es el Mercado Central de Valencia, junto a la actual plaza Ciudad de Brujas.
Tenía tres hermanos: Filomena, Balbino y Lucas García Cardona. Este último, nacido en Valencia en 1847 y fallecido en 1899, fue un maestro de obras que cuenta en su haber con numerosos edificios en su ciudad.
Su familia tenía el domicilio en la calle Navellos n.º 6, al menos entre 1875 y 1881. En 1882 comienza a trabajar como fotógrafo publicando trabajos en las revistas Blanco y Negro (1885) y Sol y Sombra (1887).
Se casó con Josefina Ferrando Donday (1860-1930), con la que tuvo cuatro hijos: Ángel, Lucas, María y Josefina.
Su domicilio estuvo en la calle Derechos n.º 3 de Valencia, con un estudio de fotografía en la calle San Vicente n.º 28. Posteriormente se trasladó, alrededor de 1896, al n.º 17 de la calle de Las Barcas.
El 19 de marzo de 1899 abre en el n.º 19 de la calle de Las Barcas el Cinematógrafo Ángel, que tendría que cerrar un año después.
La primera película filmada, producida y revelada íntegramente en Valencia fue Fiesta en el camino de Algiros, que fue estrenada el 28 de abril de 1899 y cuyo autor fue el mismo Ángel García Cardona.

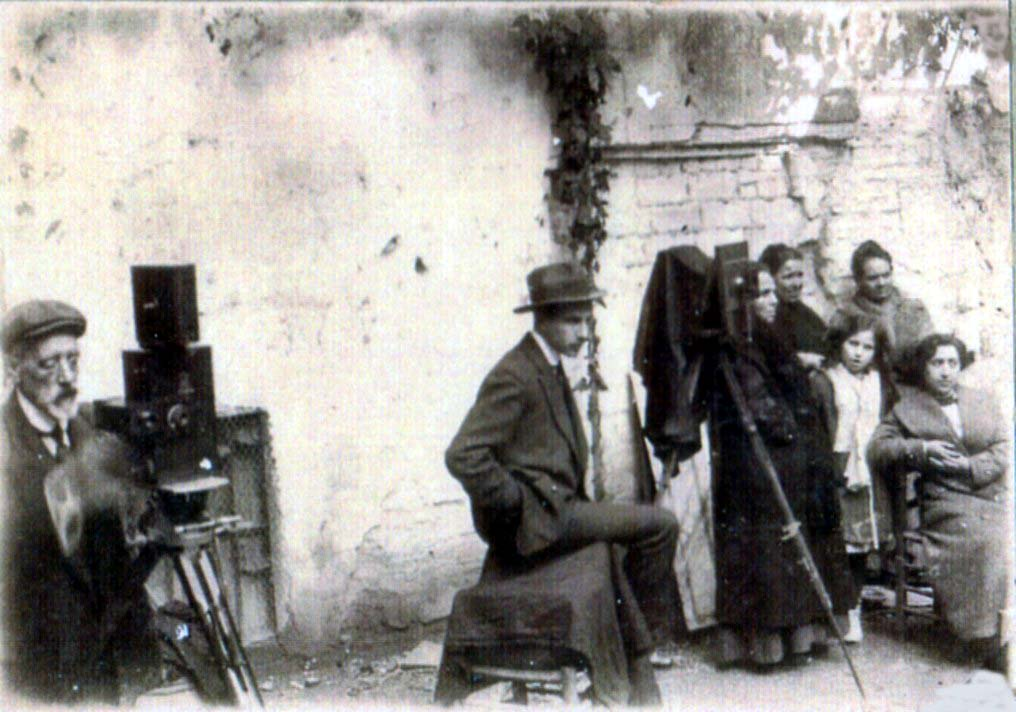
El cineasta en 1905, trabajando en el rodaje de una película en Valencia.

La seguirían varias películas desaparecidas, como Escenas de la huerta, Mascarada japonesa o Procesión de nuestra excelsa patrona, la Virgen de los Desamparados de 1904. La mayor parte de su obra son películas de tipo costumbrista que reflejaban escenas típicas valencianas o documentales de hechos acontecidos en la ciudad.
En 1901 debe cerrar su Cinematógrafo, pero no deja por ello de ejercer su actividad, hasta que en 1905 inicia unos años de colaboración con la casa Cuesta, antigua droguería de la calle Ercilla especializada en la venta de aparatos fotográficos y fonográficos y que acabaría introduciéndose en el alquiler de aparatos cinematográficos y películas, para pasar a producir su propio cine.
Así, Ángel García filma documentales y películas como Batalla de flores (1905), Visita de su majestad el rey (1906), El ciego de la aldea (1906), Benítez quiere ser torero (1908) y La Exposición Nacional (1910). Durante esos años, la casa Cuesta comercializaba sus películas fuera de Valencia a través de su representante en Barcelona José María Codina, que llegaría a dirigir alguna de sus películas una vez cesó la colaboración con Ángel García. Además de las cintas mencionadas, llegó a tener un amplio archivo de filmaciones taurinas que eran montadas y vendidas a gusto del cliente.
A principios del siglo XX, la familia García Ferrando se trasladó a vivir al n.º 5 de la calle de Sant Bult, de Valencia, donde permanecieron al menos hasta 1910, año en que García Cardona se encuentra cesante en su trabajo según el padrón municipal. No obstante, dado que el padrón se elaboraba en un periodo de tiempo superior al año, podría referirse al año 1911 o 1912 como fecha del cese de la actividad de Ángel García Cardona en el campo cinematográfico.
En 1915 residían en el n.º 1 de la calle de Quart de su ciudad natal y Ángel García continuaba cesante, posiblemente debido a una enfermedad. En 1920 pasaron a residir en la calle Quart n.º 3, lugar donde fallecería el 26 de septiembre de 1923.
Está enterrado en el panteón de la familia de su esposa, en el Cementerio General de Valencia.

## Películas de Ángel García Cardona

### Etapa en solitario
- 1899, Fiesta en el camino de Algirós. Posiblemente se trataba de una fiesta campestre durante las fiestas de Pascua de aquel año. Fue estrenada en el Cinematógrafo Ángel el 28 de abril.

- 1900, Mona de Pascua, sobre las tradiciones de los valencianos con motivo de la Pascua.

- 1900, Mascarada japonesa, filmación del carnaval valenciano de 1900.

- 1900, Escenas de la huerta. Existe un fragmento en la Filmoteca catalana, recientemente restaurado, que podría corresponderse con este título.

- 1904, Procesión de nuestra excelsa patrona la Virgen de los Desamparados, película estrenada en el cine del Colegio Imperial de san Vicente Ferrer.

En total, casi una veintena de cintas en esos primeros años, de las cuales no se conserva ninguna.

### Etapa con la «Casa Cuesta»
- 1905, Batalla de flores de Valencia, estrenada en el salón Novedades la primera semana de agosto. La batalla tuvo lugar el 1 de agosto dentro de los festejos de la feria de julio.

- 1905, Eclipse de sol, estrenada en el salón Novedades el 31 de agosto. Se rodó en Porta Coeli, Valencia, el día 30 de agosto.

- 1906 Visita de Alfonso XII a Valencia y la Albufera. El rey visitó la Albufera en febrero de 1906, siendo producidas dos películas con los títulos Viaje de S. M. a la Albufera y Regreso de S. M. de la Albufera, exhibidas en el salón Novedades y en el teatro Apolo.

- 1906, El ciego de la aldea, rodada en Godella, Valencia, y estrenada en Valencia el 8 de enero de 1907 en el salón Novedades de Valencia. El 10 de enero se exhibe en el Teatro Principal de la capital del Turia.

- 1909, Benítez quiere ser torero. Con una duración de casi 4 minutos, se conserva integra en la Filmoteca Española.

- 1910, Inauguración Exposición Nacional de Valencia y festejo militar, filmada durante la visita de Alfonso XIII a la Exposición Nacional de Valencia. La visita tuvo lugar entre los días 25 y 26 de abril y la película fue estrenada en mayo de 1910. Existen fragmentos de la visita de S. M. la Reina Victoria Eugenia a la Casa de Misericordia y Casa de Beneficencia en octubre de ese mismo año.

De todas estas películas de la etapa «Cuesta» se conservan copias en la Filmoteca Valenciana.

### Otras películas de posible atribución a Ángel García y «Casa Cuesta»
- 1905, El Tribunal de las Aguas.

- 1905, Corridas de la feria de julio, el gran Fuentes.

- 1908, La lucha por la divisa.

- 1909, El pastor de Torrente.

- 1909, Valencia desde el tranvía.

- 1911, El perdón de la Aurora.